# Simon Cozens
Simon Cozens (ur. 1978) – brytyjski programista Perla. Programowaniem komputerów zajmuje się od 10 roku życia. Szczególnie interesuje go przetwarzanie tekstów. Opiekuje się stroną perl.com dla wydawnictwa O'Reilly. Simon opublikował przeszło 90 modułów Perla w archiwum CPAN. Jest autorem podręczników programowania (m.in. „Beginning Perl”, „Extending and Embedding Perl”). Od jego primaaprilisowego żartu z 2001 roku pochodzi nazwa projektu Parrot (maszyna wirtualna przeznaczona do języków dynamicznie typowanych).
Prywatnie interesuje się fotografią, muzyką, poezją oraz kulturą Japonii. W wolnych chwilach zajmuje się nauczaniem religii w kościołach.